# بروسيلا ثعلبية
بروسيلا ثعلبية أو بروسيلا الثعالب (بالإنجليزية: Brucella vulpis)‏ هي نوع من البكتيريا السالبة الجرام، غير البوغية وغير المتحركة التي تنتمي إلى جنس البروسيلا المنحدر من فصيلة البروسيلات. وكما يشير له اسمها فقد تم اكتشاف هذه البكتيريا عند الثعالب، أين تم عزلها انطلاقا من العقد الليمفاوية للفك السفلي للثعالب (الثعلب الأحمر).